# Bruille-Saint-Amand
Bruille-Saint-Amand är en kommun i departementet Nord i regionen Hauts-de-France i norra Frankrike. Kommunen ligger i kantonen Saint-Amand-les-Eaux-Rive droite som tillhör arrondissementet Valenciennes. År 2022 hade Bruille-Saint-Amand 1 693 invånare.

## Befolkningsutveckling
Antalet invånare i kommunen Bruille-Saint-Amand
| Referens: INSEE |